# MTV Classic (Itálie)
MTV Classic je italský televizní kanál, který hraje písničky ze 70., 80. a 90. let 20. století. Tento kanál má být náhradou za bývalý italský hudební kanál Videomusic.
Původní název kanálu (MTV Gold) byl na začátku roku 2011 změněn na MTV Classic, aby odpovídal mezinárodnímu označení kanálů MTV.

## Dostupnost
Tento kanál je dostupný v satelitní platformě SKY Italia (na kanále 704) a v italských IPTV TVdiFASTWEB, Alice Home TV a Infostrada TV.